# Baltimore Marriott Waterfront Hotel
Baltimore Marriott Waterfront Hotel es un edificio de hotel de gran altura, ubicado en el área Harbor East de Baltimore (Estados Unidos). El hotel está situado en 700 Aliceanna St. Principalmente un hotel de convenciones, la propiedad tiene 32 pisos con más de 750 habitaciones, con una altura de 110 m El hotel ha sido la estructura hotelera más alta de Baltimore desde que abrió en 2001 como una de las primeras estructuras en Harbor East. La construcción del edificio fue completada en 2001 por los desarrolladores de Beatty Harvey Fillat Architects. A partir del 16 de noviembre de 2007, la gerencia del hotel inició la renovación de las habitaciones del edificio, que finalizó el 25 de mayo de 2008.